# Euphorbia fendleri
Euphorbia fendleri Torrey & A.Gray es una especie fanerógama perteneciente a la familia de las euforbiáceas.

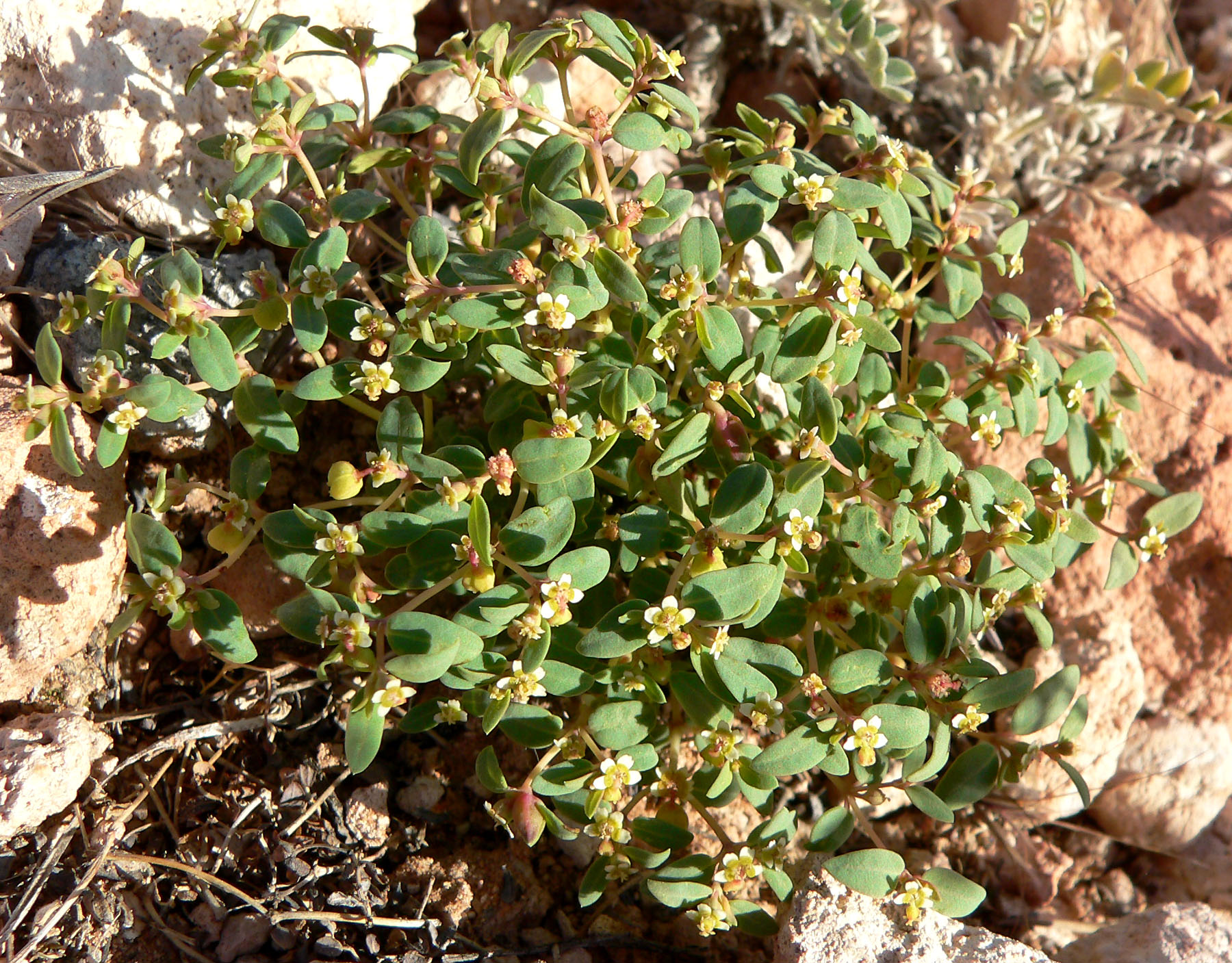
Vista de la planta en su hábitat

## Descripción
Se trata de un conjunto de plantas que forman una alfombra o macizo de color rojizo-verde con un retorcido tallo rastrero, lampiño. Las hojas son redondeadas, ovales o en forma de pala, suave a lo largo de los bordes y de no mucho más que un centímetro de longitud máxima.  La pequeña inflorescencia es un ciatio de color blanco con filo, festoneado con flores en torno. Hay un anillo de 25 a 35 flores masculinas alrededor de una flor femenina. El ovario de la flor femenina es lobulado y se convierte en una fruta cerca de 2 milímetros de largo. 

## Distribución y hábitat
Es nativa de gran parte del sudoeste y el centro de Estados Unidos y el norte de México, donde crece en matorrales y bosques en el hábitat de las regiones del desierto y meseta.

## Taxonomía
Euphorbia fendleri fue descrita por Torrey & A.Gray y publicado en Reports of explorations and surveys : to ascertain the most practicable and economical route for a railroad from the Mississippi River to the Pacific Ocean, made under the direction of the Secretary of War 2(4): 175. 1857.
Etimología
Euphorbia: nombre genérico que deriva del médico griego del rey Juba II de Mauritania (52 a 50 a. C. - 23), Euphorbus, en su honor – o en alusión a su gran vientre –  ya que usaba médicamente Euphorbia resinifera. En 1753 Carlos Linneo asignó el nombre a todo el género.
fendleri: epíteto otorgado en honor del botánico alemán August Fendler.
Sinonimia
- Anisophyllum fendleri (Torr. & A.Gray) Klotzsch & Garcke (1860).
- Tithymalus fendleri (Torr. & A.Gray) Klotzsch & Garcke (1860).
- Chamaesyce fendleri (Torr. & A.Gray) Small (1903).
- Euphorbia fendleri var. typica L.C.Wheeler (1936), nom. inval.[3][4]